# تصور التآثر

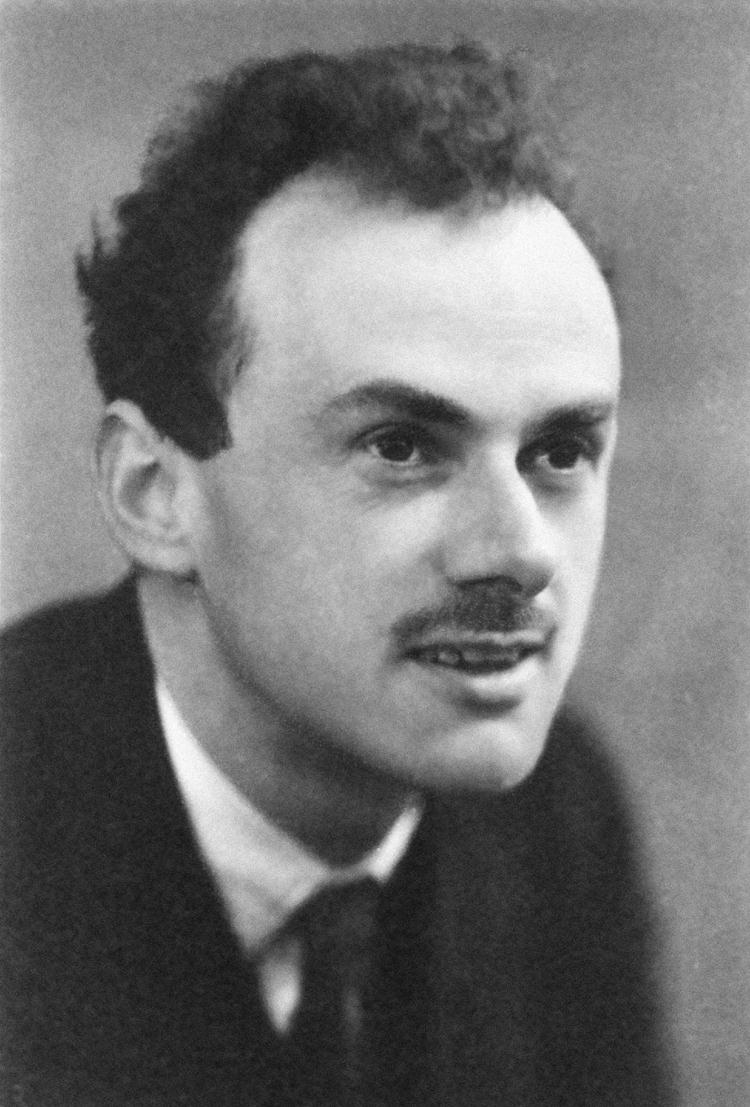

في ميكانيكا الكم، تصور التآثر (المعروف أيضا باسم تصور ديراك نسبة إلى بول ديراك) هو تمثيل وسيطة بين تصور شرودنغر وتصور هايزنبرغ. في حين أن تصورين آخرين إما حالة كمومية أو مؤثر تحمل الاعتماد على الوقت، في تصور التآثر كلاهما يحمل جزء من الاعتماد على الوقت في القياس. تصور التآثر مفيد في التعامل مع التغييرات في وظائف الموجات والقياسات بسبب التفاعلات. تستخدم معظم الحسابات الميدانية النظرية  لتمثيل التآثر لأنها تقوم ببناء الحل لمعادلة شرودنغر ذات الشكل الكثيف كحل لمشكلة الجسيمات الحرة بالإضافة إلى بعض أجزاء التآثر غير المعروفة.
المعادلات التي تشمل المؤثر الذي يعمل في أوقات مختلفة، والتي تحمل في تصور التآثر، ليس بالضرورة الاستمرار في تصور شرودنغر أو هايزنبرغ. هذا لأنهما يعتمدان على الوقت الوحدوي في التحولات التي تتعلق بالمؤثر في تصور واحد إلى مؤثرات مماثلة أخرى.

## تعريف
ترتبط المؤثرات والحالات الكمومية في تصور التآثر بتغيير الأساس (التحول الوحدوي) إلى نفس المؤثر والحالة الكمومية في تصور شرودنغر.
للانتقال إلى تصور التآثر يمكننا تقسيم تصور شرودنغر هاميلتونايان إلى قسمين:
| {\displaystyle H_{\text{S}}=H_{0,{\text{S}}}+H_{1,{\text{S}}}.} |
أي خيار ممكن للأجزاء سيخرج تصور التآثر صالح؛ ولكن من أجل أن يكون تصور التآثر مفيد في تبسيط تحليل مشكلة ما، يتم اختيار الأجزاء بشكل نموذجي بحيث تكون H0,S مفهومة تمامًا ويمكن حلها تمامًا، بينما تحتوي H1,S على بعض التشويش الصعب لتحليل هذا النظام.